# Gare d'Ostende
Pour les articles homonymes, voir Ostende (homonymie).
Ne doit pas être confondu avec Gare d'Ostende-Ville.
La gare d'Ostende (en néerlandais : station Oostende, anciennement Ostende-Quai) est une gare ferroviaire belge terminus de la ligne 50A, de Bruxelles à Ostende. Elle est située sur les quais du port de la ville d'Ostende, dans la province de Flandre-Occidentale en Région flamande. Principale gare sur la côte belge, elle voit passer l'été plus de 250 000 passagers chaque mois.
En 1838, l'administration des chemins de fer de l'État belge ouvre la gare d'Ostende-Ville à proximité du centre. Cette première station est ensuite complétée en 1844 par la gare d'Ostende-Quai qui est située sur le port et sert en priorité aux trains assurant la correspondance avec la malle de Douvres. Cette dernière récupéra progressivement l'ensemble du trafic voyageurs et devient la gare d'Ostende après la fin de la desserte puis la destruction de l'ancienne gare d'Ostende-Ville dans les années 1950.
C'est une gare de la Société nationale des chemins de fer belges (SNCB) desservie par des trains InterCity (IC) et Heure de pointe (P).

## Situation ferroviaire
Établie à 6 mètres d'altitude, la gare terminus d'Ostende est située au point kilométrique (PK) 114,143 de la ligne 50A, de Bruxelles à Ostende, après la gare ouverte de Bruges ou la halte, fermée, de Zandvoorde. Elle était également raccordée à la ligne 62, d'Ostende-Ville à Torhout à partir de 1946.

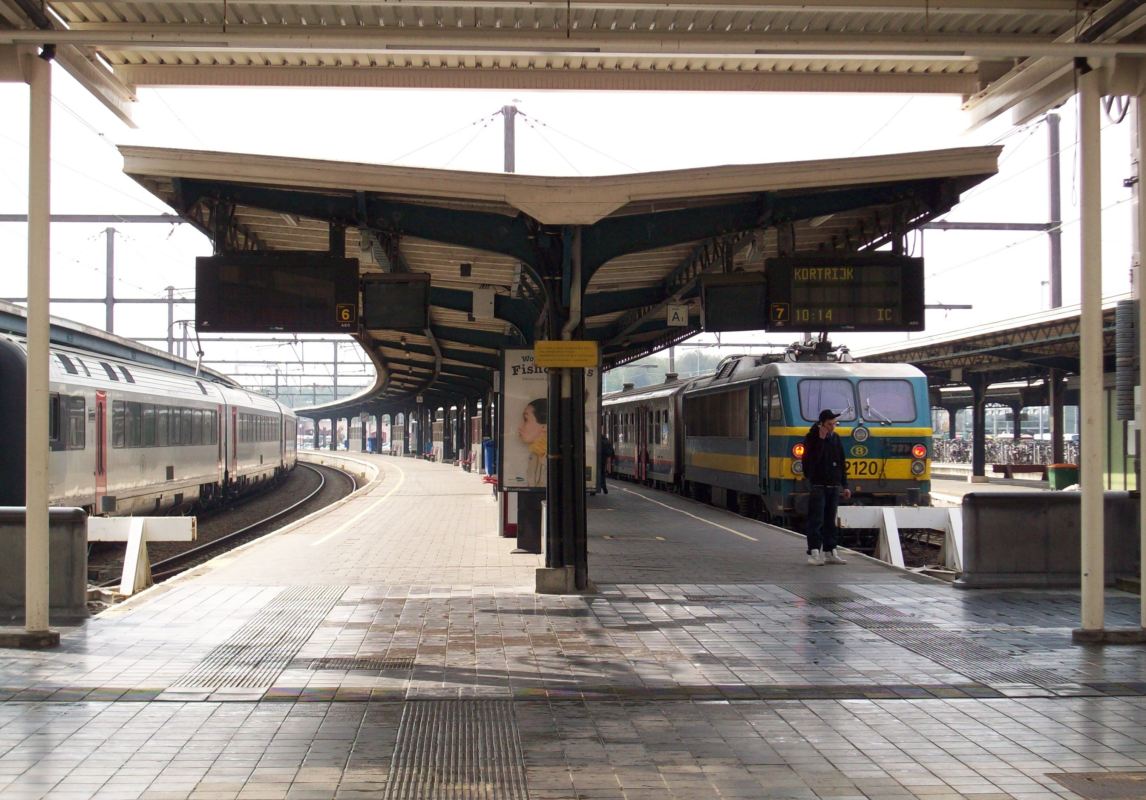
Intérieur de la gare.

## Histoire
Le 5 août 1838, le tout premier train à atteindre Ostende est un parcours d'inspection depuis Bruxelles. L'Administration des chemins de fer de l’État belge inaugure officiellement la ligne de Bruges à Ostende le 28 août suivant.

### La première gare maritime
Dans le passé, Ostende possédait deux gares : Ostende-Ville, en service depuis 1838, et Ostende quai, ouverte aux voyageurs le 10 février 1871. Seule cette dernière a survécu jusqu'à nos jours. Son nom explicite met en lumière la gare de connexion entre la mer et le rail, à savoir principalement les ferrys en provenance du Royaume-Uni, notamment Douvres, ainsi que les trains pour le reste de la Belgique et de l'Europe. Bâtie sur une nouvelle section qui a nécessité de démanteler une partie des fortifications dans les années 1860, cette gare d'Ostende quai était un simple bâtiment de gare en bois, remplacée par une seconde gare provisoire en bois construite en 1903.

### Le bâtiment actuel
On doit aux architectes Otten et Franz Seulen les bâtiments de la gare avec sa structure métallique, construite en 1913, par la Compagnie centrale de Construction de Haine-Saint-Pierre (Hiard), visible dans la façade, laquelle se prolongeait à l'origine sur les quais.
La gare, également appelée Kaaistation (gare du Quai) ou Zeestation (gare maritime), est de style Belle Époque inspiré des travaux de l'architecte français François Mansart et du classicisme du XVIIe siècle. Elle comporte également des éléments de style Louis XVI et certains détails Art nouveau.
Deux pavillons carrés, en saillie, caractérisent la gare et, entre-eux, a pris place un écran vitré éclairant la salle des pas perdus.
Une longue marquise en verre et métal recouvrait les six voies à quai ; elle était constituée de trois marquises parallèles couvrant chacune un quai et deux voies. Le tout épousait la courbe des voies et se terminait, côté gare, par une large marquise transversale servant de hall de sortie pour les voyageurs. Les monogrammes royaux « A » ornant les murs font référence au règne d'Albert Ier.
Prolongeant cette marquise se trouvait une haute halle métallique, largement vitrée, située derrière le bâtiment principal ; elle servait de gare maritime, abritant la salle d'attente et les bureaux de douane permettant la correspondance avec les ferrys, amarrés au bassin adjacent.
La gare abritait jusque dans les années 1960 l'Hôtel Terminus Maritime construit entre 1907 et 1913 selon les normes de luxe de la Compagnie Internationale des Wagons-Lits. En 2007, celui-ci a été racheté par un promoteur. La gare possède également un salon royal, tendu de soie pourpre, qui est devenu aujourd’hui[Quand ?] le bureau du chef de gare.

### Première Guerre mondiale
Située à proximité immédiate du port, lequel servait de base navale aux sous-marins de la Kriegsmarine, la gare était aux premières loges pour subir les conséquences des multiples raids menés par les alliés contre le port d'Ostende. C'est une ultime action des bombardiers britanniques qui occasionna le plus de dégâts, en février 1918, incendiant la gare, l'Hôtel Terminus, la poste, la gare maritime, le central téléphonique et le Salon royal, comme en témoignent les clichés de l'Agence Rol (BnF, Paris). Les Allemands, lors de leur retraite finale, saccagèrent dit-on les installations du port. Ce qu'il restait des verrières, des marquises de quai et de la couverture en métal de la gare maritime gisait au sol ; le bâtiment des voyageurs offrait sa verrière éventrée et des murs aux planchers et toitures réduits en cendres.

### XXesiècle
Une fois la paix revenue, le bâtiment de la gare et sa verrière centrale furent reconstruits. En revanche, la verrière de la gare maritime et celle des quais de la gare disparurent complètement ; la verrière transversale qui séparait les voies et la salle des pas perdus fut remplacée par un simple toit plat s'appuyant sur la façade en pierre qui soutenait la verrière côté rue. Les quais ont reçu de simples abris parapluie sur poteaux métalliques durant l'entre-deux-guerres. La gare maritime servant à l'embarquement sur les bateaux, dont la Malle Ostende-Douvres, fut également reconstruite mais ne survivra pas au second conflit mondial.
La fermeture progressive de la gare d'Ostende-Ville a été compensée par l'augmentation du nombre des voies à Ostende-Quai et, après la démolition de l'autre gare en 1956, la gare d'Ostende-Quai fut renommée Ostende. La ligne du tramway de la côte belge fut également déviée afin de desservir la gare d'Ostende-Quai.
En 1954, la ligne Bruxelles - Ostende est électrifiée ; la gare est alors dotée de onze voies, dont une voie de service et une voie à quai, plus courte, utilisée pour embarquer les automobiles des trains auto-couchettes.
En 1956-1958, un nouveau bâtiment, accolé à la gare et à l'hôtel terminus, fut construit pour la gare maritime par les architectes V. Vaerewyck et J. Hebbelynck. Elle comporte une longue halle basse ainsi qu'un bâtiment plus haut, abritant les bureaux ; ce dernier est le seul visible depuis la ville, les autres étant situés derrière la gare et l'hôtel. Sa façade est construite en pierre, de couleur similaire à celle de la gare de 1913.
En 1990, une vaste gare de style moderne a été construite pour le tramway de la côte en remplacement d'un petit bâtiment en briques datant des années 1950 ; un long portique couvert reliait la gare des trams aux quais des trains.
Le bâtiment de la gare et l'hôtel ont été classés par la Commission royale des monuments et des sites.

### Rénovation
Au début des années 2000, la gare d'Ostende, bien que très fréquentée, avait quelque peu vieilli. Elle souffrait du déclin du transport par ferry-boats et d'une disposition où la gare SNCB et celle des tramways étaient assez éloignés. En outre, les parkings à voitures ou à vélos étaient trop petits et beaucoup de bâtiments avaient vieilli.
Un projet de grande envergure appelé « station aan zee » a démarré en 2012 afin de rénover et revitaliser la gare et son quartier. Les travaux doivent être terminés autour de 2020.
Il prévoit :
- la reconstruction des parkings et de la gare des trams ;
- la rénovation de la gare, sans enfreindre le classement du bâtiment ;
- la construction de nouveaux quais ;
- la construction d'une large verrière recouvrant les quais, la gare des trams et des bus et le parking à vélos par l'agence Dietmar Feichtinger Architectes[passage promotionnel] ;
- la démolition d'une partie des bâtiments modernes à front de mer, devenus trop vastes, afin de créer un accès pour les piétons ;
- la destruction du dépôt des trams et son déménagement sur une ancienne zone portuaire ;
- l'embellissement de la place de la gare.

Les murs subsistants de la salle des sorties étant classés, il a été décidé de démolir le toit et les autres murs et de conserver le seul mur classé, sans toit. La nouvelle verrière enjambe en partie cet ancien mur. La gare des tramways a quant à elle été entièrement démolie en 2019.
Le parking des vélos est désormais souterrain avec une série d'atriums ronds donnant sur l'espace situé entre les quais et le bâtiment de la gare ; la gare des trams est plus proche de celle des trains et un parking multi-étages a été construit le long des quais des trains.

## Service des voyageurs

### Accueil
Gare SNCB, elle dispose d'un bâtiment voyageurs, avec guichet, ouvert tous les jours. Des aménagements, équipements et services sont à la disposition des personnes à la mobilité réduite. Elle est notamment équipée : d'automates pour l'achat de titres de transport et de consignes à bagages. Un buffet et un restaurant sont installés en gare.
Des souterrains permettent la traversée des voies et le passage d'un quai à l'autre.

### Desserte
Ostende est desservie par des trains InterCity (IC) et d'Heure de pointe (P) de la SNCB, qui effectuent des missions sur la ligne 50A (Bruxelles - Ostende / Blankenberge / Knokke / Zeebruges) (voir brochure SNCB). Elle est également desservie par des trains touristiques (ICT) durant la période estivale. De 1997 au 1er avril 2015, un service de Thalys entre Paris et Ostende opérait le matin et le soir. La liaison a finalement été supprimée à cause de la basse fréquentation de la ligne.

#### Semaine
Ostende est desservie par :
- des trains IC-01 d'Ostende à Eupen, via Bruges, Gand, Bruxelles et Liège ;
- des trains IC-02 d'Ostende à Anvers, via Bruges, Gand, Lokeren et Saint-Nicolas ;
- des trains IC-32 d'Ostende à Courtrai (sept par jour) ;
- des trains IC-23 d'Ostende à Bruges et Courtrai, via Lichtervelde et Roulers, qui continuent ensuite vers Audenarde, Zottegem, Denderleeuw et Bruxelles-Aéroport-Zaventem (ou Louvain pour deux trains IC-12 prolongés de-et-vers Ostende) ;
- des trains P Ostende - Schaerbeek (trois le matin) et Schaerbeek - Ostende (le soir).

#### Week-ends et fériés
La desserte est quasi identique mais sans comporter les IC-12, IC-32 et trains P.
À partir de 2021, la SNCB a fait l'essai, lors des week-ends des grandes vacances, de trains directs sans arrêts intermédiaires et avec réservation obligatoire moyennant une surtaxe de 1 €, à partir et à destination de certaines grandes gares de Belgique, les trains ordinaires (sans réservation) restant accessibles selon un horaire inchangé. Ce système sera évalué en vue de sa reconduction éventuelle les prochaines années.

#### Vacances d'été
En semaine comme les week-ends, il existe un aller-retour ICT entre Tongres, Hasselt, Bruxelles et Ostende (sans arrêt à Louvain).
Des trains supplémentaires (IC ou TRN) peuvent être déployés par la SNCB en cas de forte affluence mais n'apparaissent pas sur les horaires à l'année.

### Intermodalité
Des parcs pour les vélos (gratuits et payants) et des parkings (gratuits et payants) pour les véhicules y sont aménagés. Elle dispose d'une station du Tramway de la côte belge qui dessert les stations balnéaires belges de La Panne à Knokke et d'une gare routière desservie par des bus du réseau De Lijn.

## Comptage voyageurs
Ce graphique et tableau montre le nombre de voyageurs embarquant en moyenne durant la semaine, le samedi et le dimanche.
| Nombre de passagers qui embarquent à la gare d'Ostende | Nombre de passagers qui embarquent à la gare d'Ostende | Nombre de passagers qui embarquent à la gare d'Ostende | Nombre de passagers qui embarquent à la gare d'Ostende |
|                                                        | Semaine                                                | Samedi                                                 | Dimanche                                               |
| ------------------------------------------------------ | ------------------------------------------------------ | ------------------------------------------------------ | ------------------------------------------------------ |
| 1977                                                   | 8 150                                                  | 5 115                                                  | 7 549                                                  |
| 1978                                                   | 8 728                                                  | 5 842                                                  | 7 612                                                  |
| 1979                                                   | 8 631                                                  | 5 424                                                  | 7 741                                                  |
| 1980                                                   | 8 900                                                  | 5 987                                                  | 7 121                                                  |
| 1981                                                   | 9 000                                                  | 5 832                                                  | 7 680                                                  |
| 1982                                                   | 7 132                                                  | 5 502                                                  | 7 414                                                  |
| 1983                                                   | 6 779                                                  | 4 366                                                  | 7 000                                                  |
| 1984                                                   | 6 782                                                  | 4 522                                                  | 4 973                                                  |
| 1985                                                   | 6 940                                                  | 4 686                                                  | 5 791                                                  |
| 1986                                                   | 5 824                                                  | 4 309                                                  | 4 398                                                  |
| 1987                                                   | 6 169                                                  | 3 793                                                  | 4 981                                                  |
| 1988                                                   | 5 143                                                  | 3 603                                                  | 4 452                                                  |
| 1989                                                   | 6 125                                                  | 4 020                                                  | 6 034                                                  |
| 1990                                                   | 5 492                                                  | 4 122                                                  | 4 555                                                  |
| 1991                                                   | 5 522                                                  | 4 017                                                  | 5 044                                                  |
| 1992                                                   | 5 816                                                  | 4 020                                                  | 5 262                                                  |
| 1993                                                   | 6 017                                                  | 3 806                                                  | 5 777                                                  |
| 1994                                                   | 6 269                                                  | 4 123                                                  | 4 437                                                  |
| 1995                                                   | 5 601                                                  | 4 310                                                  | 6 422                                                  |
| 1996                                                   | 5 024                                                  | 3 885                                                  | 4 608                                                  |
| 1997                                                   | 5 463                                                  | 4 459                                                  | 6 078                                                  |
| 1998                                                   | 6 393                                                  | 5 358                                                  | 6 459                                                  |
| 1999                                                   | 5 367                                                  | 3 772                                                  | 5 515                                                  |
| 2000                                                   | 6 017                                                  | 4 533                                                  | 6 534                                                  |
| 2001                                                   | 5 037                                                  | 3 741                                                  | 4 979                                                  |
| 2002                                                   | 5 856                                                  | 3 948                                                  | 5 326                                                  |
| 2003                                                   | 5 732                                                  | 4 899                                                  | 6 936                                                  |
| 2004                                                   | 6 625                                                  | 5 510                                                  | 5 776                                                  |
| 2005                                                   | 8 802                                                  | 7 190                                                  | 8 854                                                  |
| 2006                                                   | 7 518                                                  | 5 863                                                  | 5 828                                                  |
| 2007                                                   | 7 392                                                  | 6 587                                                  | 7 706                                                  |
| 2008                                                   | -                                                      | -                                                      | -                                                      |
| 2009                                                   | 5 338                                                  | 3 028                                                  | 3 107                                                  |
| 2010                                                   | -                                                      | -                                                      | -                                                      |
| 2011                                                   | -                                                      | -                                                      | -                                                      |
| 2012                                                   | 6 511                                                  | 4 487                                                  | 5 172                                                  |
| 2013                                                   | 7 065                                                  | 5 118                                                  | 5 922                                                  |
| 2014                                                   | 6 939                                                  | 5 089                                                  | 7 378                                                  |
| 2015                                                   | 7 330                                                  | 5 276                                                  | 5 796                                                  |
| 2016                                                   | 7 050                                                  | 5 602                                                  | 6 691                                                  |
| 2017                                                   | 7 572                                                  | 6 157                                                  | 7 668                                                  |
| 2018                                                   | 6 742                                                  | 6 831                                                  | 6 710                                                  |
| 2019                                                   | 7 017                                                  | 6 642                                                  | 6 304                                                  |
| 2020                                                   | 4 409                                                  | 3 593                                                  | 3 701                                                  |
| 2021                                                   | -                                                      | -                                                      | -                                                      |
| 2022                                                   | 6 648                                                  | 4 745                                                  | 5 550                                                  |
| 2023                                                   | 6 652                                                  | 5 070                                                  | 6 126                                                  |
| 2024                                                   | 6 455                                                  | 5 500                                                  | 6 477                                                  |

La gare avant les travaux
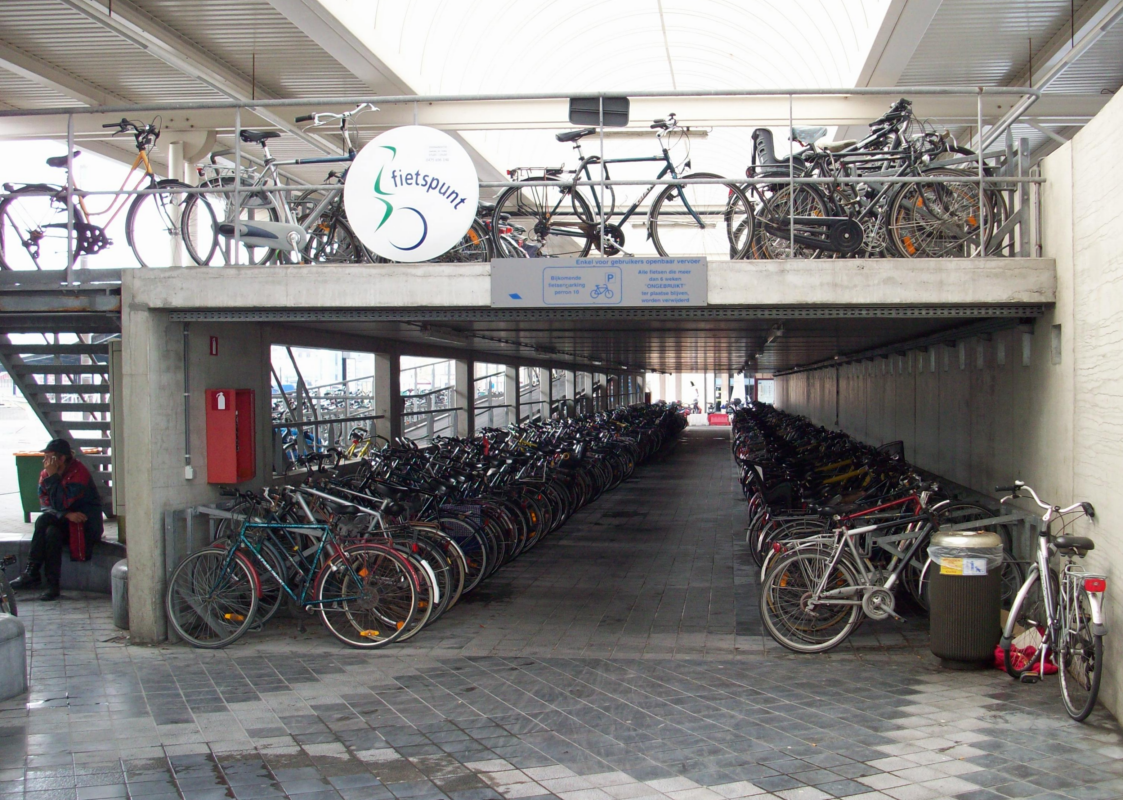
Ancien parking à vélos.
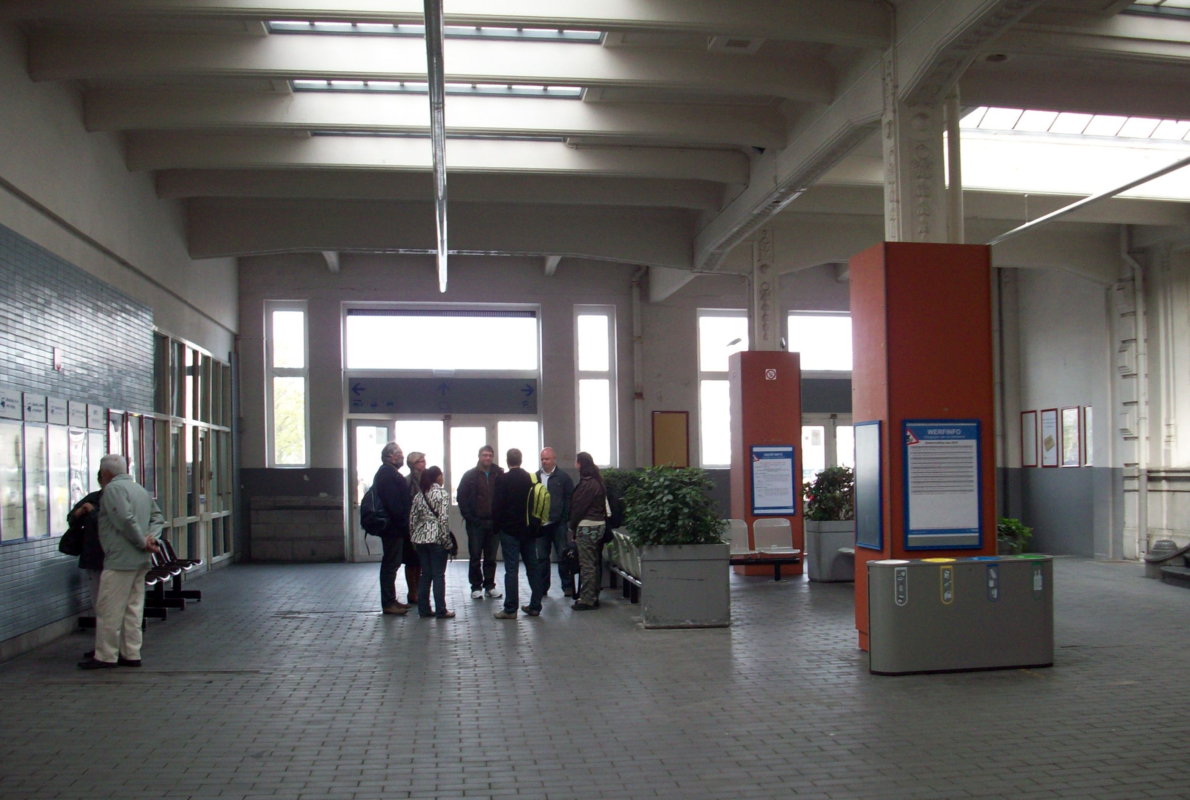
Hall disparu entre les guichets et les quais.
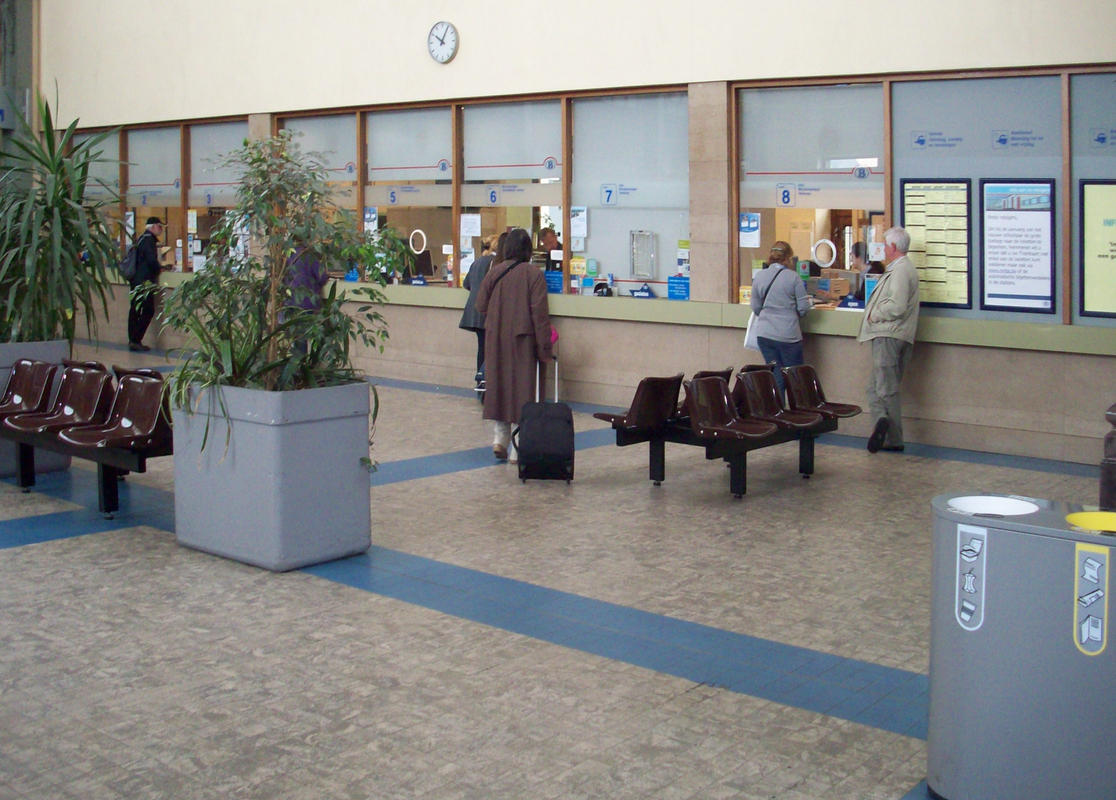
Guichets.
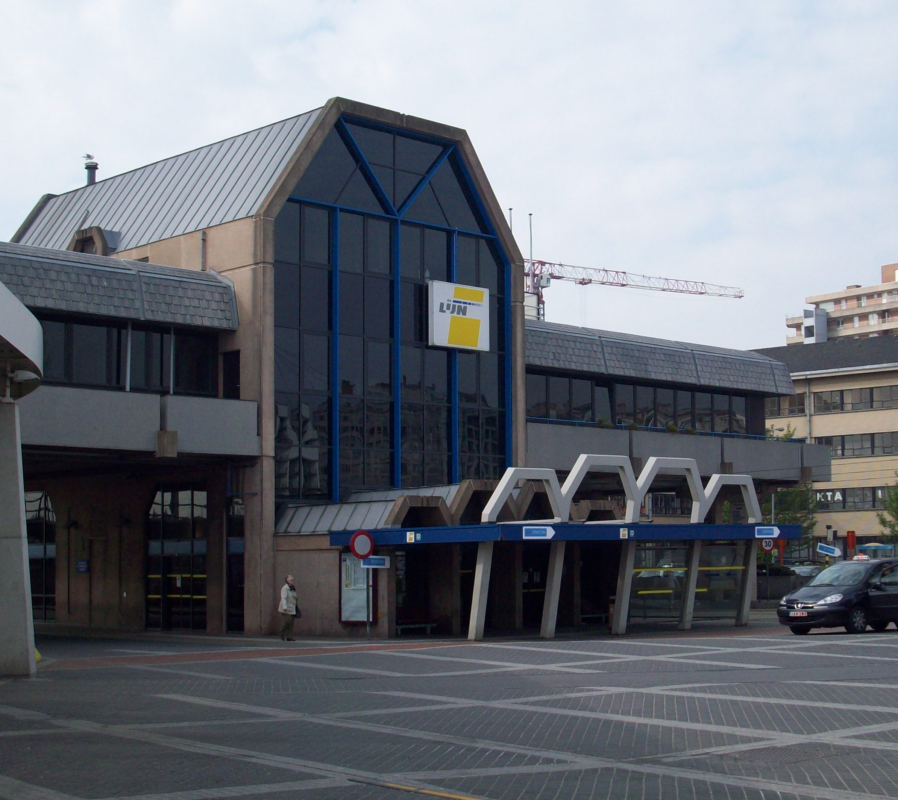
Station du tramway (démolie en 2019).

## Projet et travaux
De 2012 à 2017, des travaux échelonnés dans le temps pour la continuation du service doivent permettre la création d'un vaste terminal multimodal facilitant les échanges entre les différents modes de déplacement : train, tramway, bus, voiture et piétons. Il est notamment prévu la création d'une marquise couvrant l'ensemble des voies et quais, la réfection et la modernisation du hall de l'ancien bâtiment voyageurs. La revalorisation des abords de la gare, sur une surface de 100 000 m2, est également intégrée dans ce projet qui représente globalement un investissement d'environ 150 millions d'euros.

Travaux de rénovation
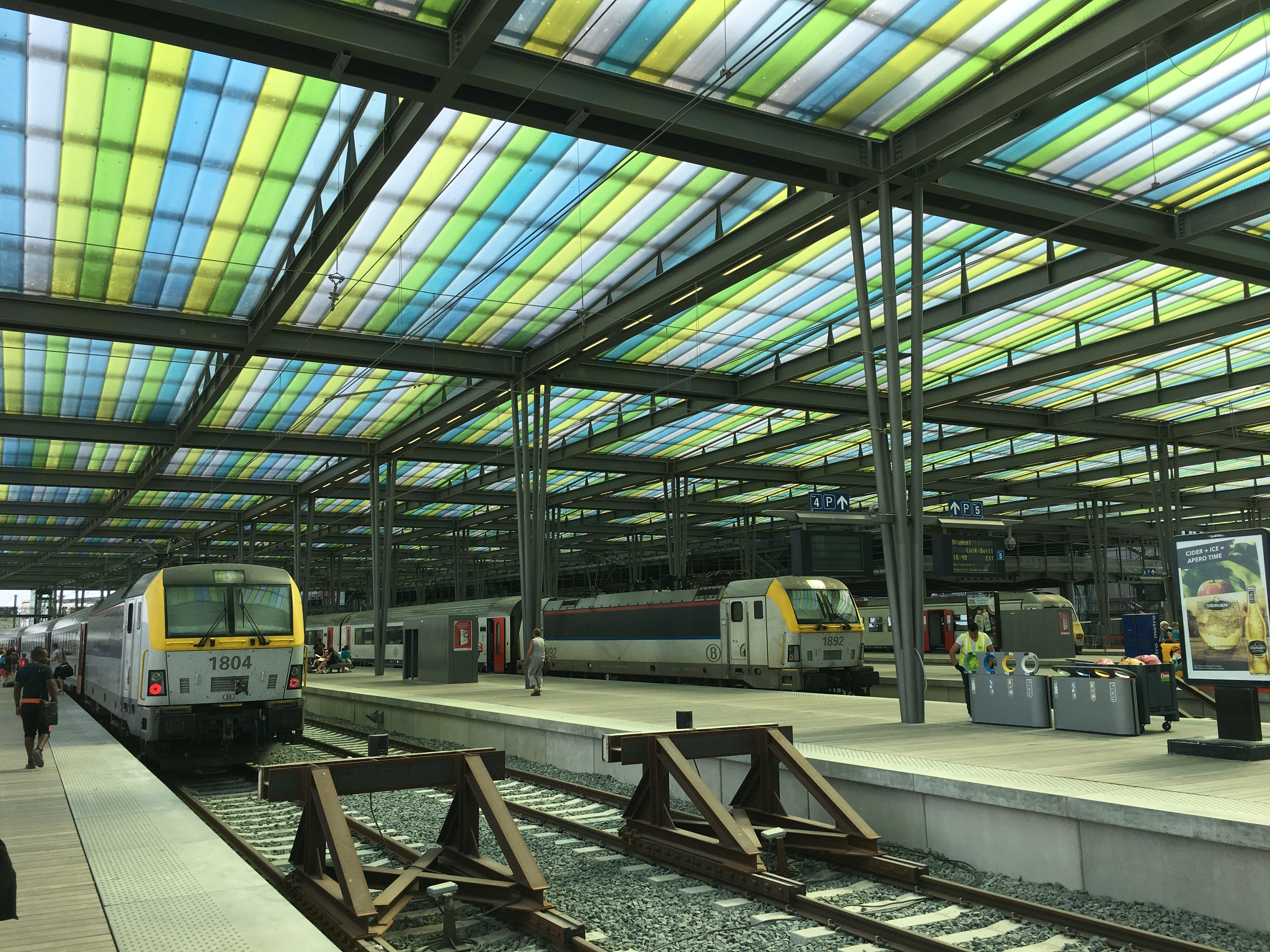
Nouvelle marquise par Dietmar Feichtinger Architectes[passage promotionnel].
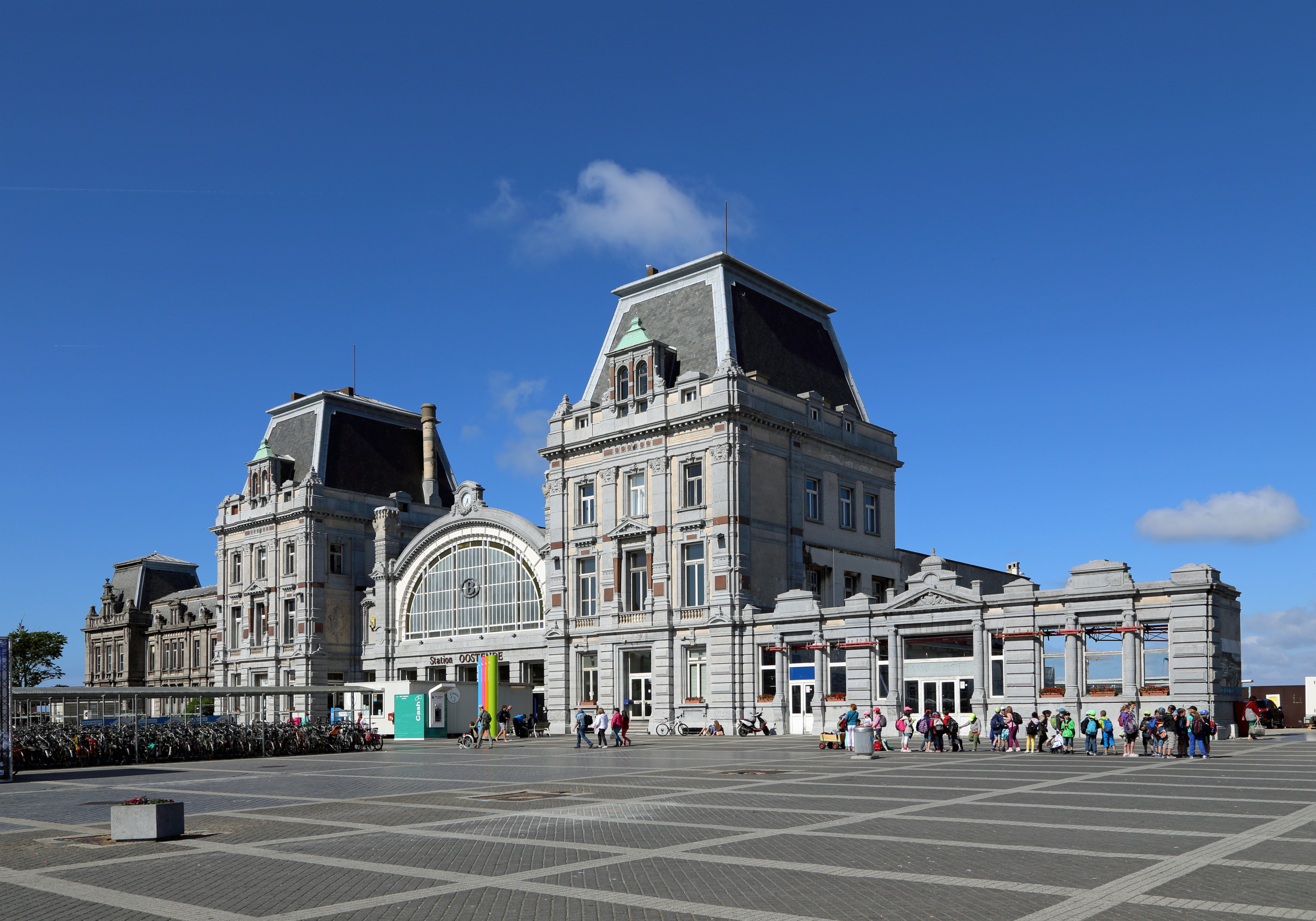
À gauche, la façade du hall démoli.
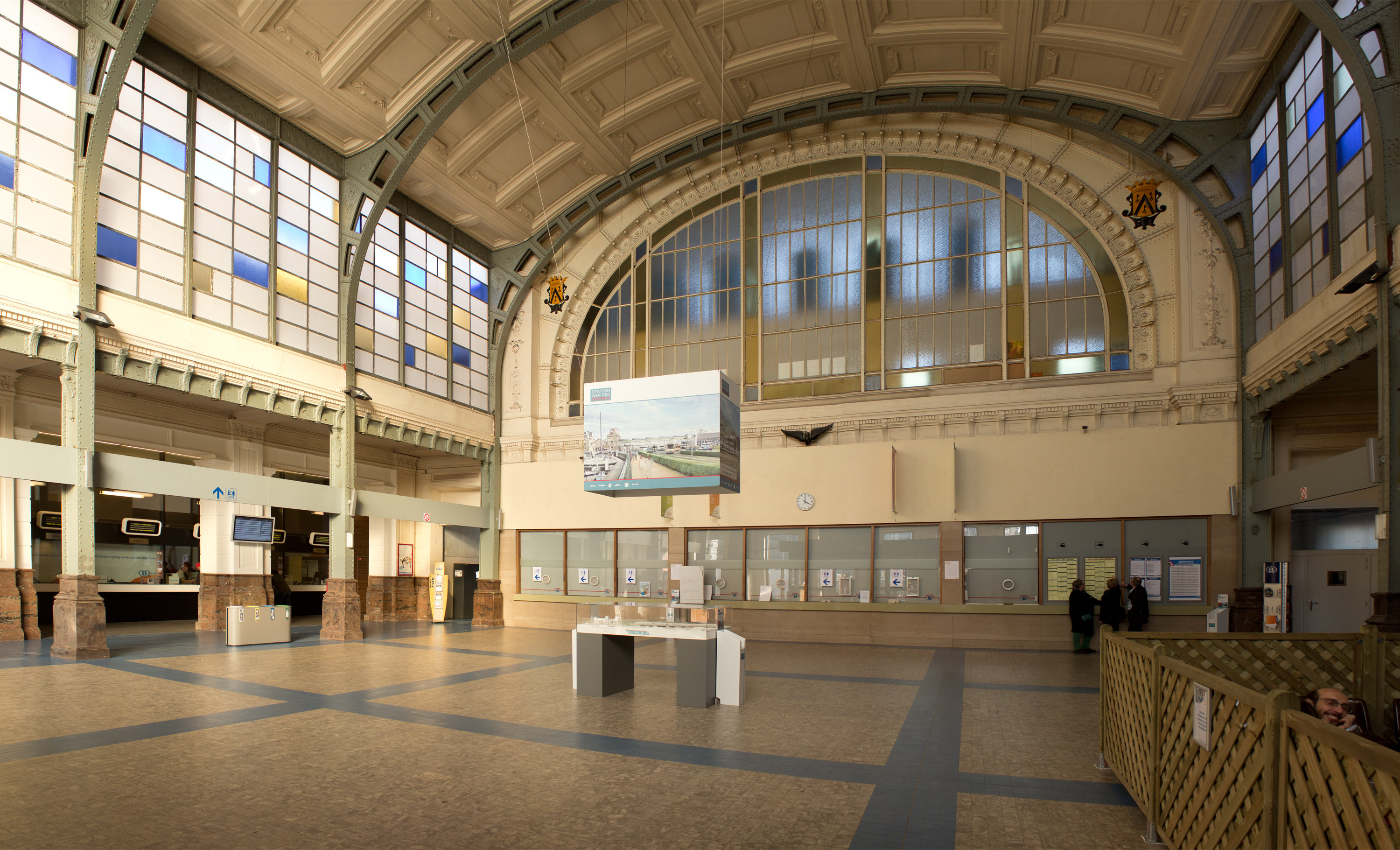
Salle des pas perdus en cours de rénovation.